# Lista celor mai costisitoare filme
Aceasta este  o listă a celor mai costisitoare filme în funcție sau indiferent de inflație.

## Listă care nu ține cont de inflație
Sunt listate doar producțiile care au depășit costuri de 200 de milioane de dolari americani.  

### Filme
| Rank | Title                                            | Year | Cost (est.) (millions) | Refs and notes              |
| ---- | ------------------------------------------------ | ---- | ---------------------- | --------------------------- |
| 1    | Pirates of the Caribbean: On Stranger Tides      | 2011 | $379                   | [ 1 ] [ nb 1 ]              |
| 2    | Avengers: Age of Ultron                          | 2015 | $365                   | [ 2 ] [ nb 2 ]              |
| 3    | Avengers: Endgame                                | 2019 | $356                   | [ 3 ]                       |
| 4    | Avengers: Infinity War                           | 2018 | $316                   | [ 4 ] [ nb 3 ]              |
| 5    | Pirates of the Caribbean: At World's End         | 2007 | $300                   | [ 5 ] [ 6 ] [ nb 4 ]        |
| 5    | Justice League                                   | 2017 | $300                   | [ 7 ] [ 8 ] [ 9 ]           |
| 7    | Solo: A Star Wars Story                          | 2018 | $275                   | [ 10 ] [ nb 5 ]             |
| 8    | John Carter                                      | 2012 | $264                   | [ 11 ] [ nb 6 ]             |
| 9    | Batman v Superman: Dawn of Justice               | 2016 | $263                   | [ 12 ] [ nb 7 ]             |
| 10   | Star Wars: The Last Jedi                         | 2017 | $262                   | [ 13 ] [ nb 8 ]             |
| 11   | Tangled                                          | 2010 | $260                   | [ 14 ] [ 15 ] [ 16 ] [ 17 ] |
| 12   | Star Wars: The Force Awakens                     | 2015 | $259                   | [ 2 ] [ nb 9 ]              |
| 13   | Spider-Man 3                                     | 2007 | $258                   | [ 18 ]                      |
| 14   | Beauty and the Beast                             | 2017 | $255                   | [ 19 ]                      |
| 15   | Harry Potter and the Half-Blood Prince           | 2009 | $250                   | [ 20 ] [ 21 ]               |
| 15   | The Lion King                                    | 2019 | $250                   | [ 22 ] [ nb 10 ]            |
| 17   | Transformers: The Last Knight                    | 2017 | $239                   | [ 13 ] [ nb 11 ]            |
| 18   | Avatar                                           | 2009 | $237                   | [ 23 ] [ nb 12 ]            |
| 19   | The Dark Knight Rises                            | 2012 | $230                   | [ 24 ] [ nb 13 ]            |
| 19   | Spectre                                          | 2015 | $230                   | [ 2 ] [ nb 14 ]             |
| 19   | Captain America: Civil War                       | 2016 | $230                   | [ 12 ] [ nb 15 ]            |
| 19   | The Fate of the Furious                          | 2017 | $230                   | [ 13 ] [ nb 16 ]            |
| 19   | Pirates of the Caribbean: Dead Men Tell No Tales | 2017 | $230                   | [ 25 ] [ 26 ] [ 27 ]        |
| 24   | Maleficent                                       | 2014 | $226                   | [ 28 ] [ nb 17 ]            |
| 25   | The Chronicles of Narnia: Prince Caspian         | 2008 | $225                   | [ 29 ]                      |
| 25   | The Lone Ranger                                  | 2013 | $225                   | [ 30 ] [ nb 18 ]            |
| 25   | Pirates of the Caribbean: Dead Man's Chest       | 2006 | $225                   | [ 5 ] [ 31 ] [ nb 4 ]       |
| 25   | Man of Steel                                     | 2013 | $225                   | [ 32 ] [ 33 ] [ nb 19 ]     |
| 29   | The Avengers                                     | 2012 | $220                   | [ 34 ] [ 35 ] [ 36 ] [ 37 ] |
| 30   | Rogue One                                        | 2016 | $220                   | [ 12 ] [ nb 20 ]            |
| 31   | The Hobbit: The Desolation of Smaug              | 2013 | $217                   | [ 38 ]                      |
| 32   | Men in Black 3                                   | 2012 | $215                   | [ 39 ] [ nb 21 ]            |
| 32   | Oz the Great and Powerful                        | 2013 | $215                   | [ 40 ] [ nb 22 ]            |
| 34   | X-Men: The Last Stand                            | 2006 | $210                   | [ 41 ] [ 42 ]               |
| 34   | Transformers: Age of Extinction                  | 2014 | $210                   | [ 43 ] [ 44 ] [ 45 ]        |
| 36   | Battleship                                       | 2012 | $209                   | [ 46 ]                      |
| 36   | Dawn of the Planet of the Apes                   | 2014 | $209                   | [ 28 ] [ nb 23 ]            |
| 36   | The Hobbit: The Battle of the Five Armies        | 2014 | $209                   | [ 28 ] [ nb 24 ]            |
| 39   | King Kong                                        | 2005 | $207                   | [ 47 ] [ 48 ] [ 49 ]        |
| 40   | X-Men: Days of Future Past                       | 2014 | $205                   | [ 28 ] [ nb 25 ]            |
| 41   | Superman Returns                                 | 2006 | $204                   | [ 50 ] [ 51 ] [ nb 26 ]     |
| 42   | Titanic                                          | 1997 | $200                   | [ 52 ] [ 53 ] [ 54 ]        |
| 42   | Spider-Man 2                                     | 2004 | $200                   | [ 55 ] [ 56 ]               |
| 42   | Quantum of Solace                                | 2008 | $200                   | [ 57 ] [ 58 ]               |
| 42   | Terminator Salvation                             | 2009 | $200                   | [ 59 ] [ 60 ]               |
| 42   | Transformers: Revenge of the Fallen              | 2009 | $200                   | [ 61 ]                      |
| 42   | 2012                                             | 2009 | $200                   | [ 62 ]                      |
| 42   | Toy Story 3                                      | 2010 | $200                   | [ 63 ] [ 64 ]               |
| 42   | Green Lantern                                    | 2011 | $200                   | [ 65 ] [ 66 ] [ 67 ]        |
| 42   | Cars 2                                           | 2011 | $200                   | [ 68 ] [ 69 ] [ 70 ]        |
| 42   | The Amazing Spider-Man                           | 2012 | $200                   | [ 71 ] [ 72 ] [ nb 27 ]     |
| 42   | The Hobbit: An Unexpected Journey                | 2012 | $200                   | [ 73 ] [ nb 28 ]            |
| 42   | Iron Man 3                                       | 2013 | $200                   | [ 74 ] [ 75 ] [ 76 ]        |
| 42   | Monsters University                              | 2013 | $200                   | [ 38 ]                      |
| 42   | The Amazing Spider-Man 2                         | 2014 | $200                   | [ 77 ] [ 78 ] [ nb 29 ]     |
| 42   | Exodus: Gods and Kings                           | 2014 | $200                   | [ 28 ]                      |
| 42   | Guardians of the Galaxy Vol. 2                   | 2017 | $200                   | [ 79 ] [ 80 ]               |
| 42   | Black Panther                                    | 2018 | $200                   | [ 81 ] [ 82 ] [ 83 ]        |
| 42   | Incredibles 2                                    | 2018 | $200                   | [ 84 ] [ 85 ]               |
| 42   | Fantastic Beasts: The Crimes of Grindelwald      | 2018 | $200                   | [ 86 ]                      |
| 42   | Dark Phoenix                                     | 2019 | $200                   | [ 87 ] [ 88 ] [ 89 ]        |
| 42   | Hobbs & Shaw                                     | 2019 | $200                   | [ 90 ] [ 91 ] [ 92 ]        |

* Officially acknowledged figure.

### Filme realizate împreună
Aceasta este o listă de filme care au fost realizate împreună pentru a se reduce costurile și timpul de filmare.
| Rank | Titluri                                                                             | An(i)   | Cost (est.) (milioane) | Ref. & note             |
| ---- | ----------------------------------------------------------------------------------- | ------- | ---------------------- | ----------------------- |
| 1    | Trilogia The Hobbit                                                                 | 2012–14 | $623                   | [ 93 ] [ nb 30 ]        |
| 2    | Pirates of the Caribbean: Dead Man's Chest Pirates of the Caribbean: At World's End | 2006–07 | $450                   | [ 94 ] [ nb 4 ]         |
| 3    | The Hunger Games: Mockingjay – Part 1 & Part 2                                      | 2014–15 | $300                   | [ 95 ]                  |
| 4    | The Lord of the Rings trilogy                                                       | 2001–03 | $260                   | [ 96 ] [ 97 ] [ nb 31 ] |
| 5    | Harry Potter și Talismanele Morții. Partea 1 & Partea 2                             | 2010–11 | $250                   | [ 98 ] [ 99 ]           |
| 6    | The Matrix Reloaded The Matrix Revolutions                                          | 2003    | $237                   | [ nb 32 ]               |
| 7    | The Twilight Saga: Breaking Dawn – Part 1 & Part 2                                  | 2011–12 | $230                   | [ nb 33 ]               |

* Officially acknowledged figure.

## Listă care ține cont de inflație
| Rank | Title                                                          | Year | Cost (est.) (millions) | Cost (est.) (millions) | Refs and notes                  |
| Rank | Title                                                          | Year | Adjusted | Nominal                | Refs and notes                  |
| ---- | -------------------------------------------------------------- | ---- | --- | ---------------------- | ------------------------------- |
| 1    | Pirates of the Caribbean: On Stranger Tides                    | 2011 | $4.124 | $378.5                 | [ 1 ] [ nb 1 ]                  |
| 2    | Avengers: Age of Ultron                                        | 2015 | $377 | $365                   | [ 2 ] [ nb 2 ]                  |
| 3    | Pirates of the Caribbean: At World's End                       | 2007 | $355 | $300                   | [ 5 ] [ 6 ] [ nb 4 ]            |
| 4    | Avengers: Endgame                                              | 2019 | $Eroare la utilizarea {Inflation}: \|start_year=2019 (parametrul 3) este mai mare decât cel mai recent an disponibil (2017) în indexul "US". | $356                   | [ 3 ]                           |
| 5    | Avengers: Infinity War                                         | 2018 | $Eroare la utilizarea {Inflation}: \|start_year=2018 (parametrul 3) este mai mare decât cel mai recent an disponibil (2017) în indexul "US". | $316                   | [ 4 ] [ nb 3 ]                  |
| 6    | Titanic                                                        | 1997 | $305 | $200                   | [ 52 ] [ 53 ] [ 54 ]            |
| 6    | Spider-Man 3                                                   | 2007 | $305 | $258                   | [ 18 ]                          |
| 8    | Justice League                                                 | 2017 | $300 | $300                   | [ 7 ] [ 8 ] [ 9 ]               |
| 9    | Tangled                                                        | 2010 | $292 | $260                   | [ 14 ] [ 15 ] [ 16 ] [ 17 ]     |
| 10   | Harry Potter and the Half-Blood Prince                         | 2009 | $286 | $250                   | [ 20 ] [ 21 ]                   |
| 11   | John Carter                                                    | 2012 | $2.816 | $263.7                 | [ 11 ] [ nb 6 ]                 |
| 12   | Waterworld                                                     | 1995 | $277 | $172                   | [ 109 ] [ 110 ] [ nb 34 ]       |
| 13   | Pirates of the Caribbean: Dead Man's Chest                     | 2006 | $274 | $225                   | [ 5 ] [ 31 ] [ nb 4 ]           |
| 14   | Avatar                                                         | 2009 | $271 | $237                   | [ 23 ] [ nb 12 ]                |
| 15   | Batman v Superman: Dawn of Justice                             | 2016 | $269 | $263                   | [ 12 ] [ nb 7 ]                 |
| 15   | Solo: A Star Wars Story                                        | 2018 | $Eroare la utilizarea {Inflation}: \|start_year=2018 (parametrul 3) este mai mare decât cel mai recent an disponibil (2017) în indexul "US". | $275                   | [ 10 ] [ nb 5 ]                 |
| 17   | Star Wars: The Force Awakens                                   | 2015 | $268 | $259                   | [ 2 ] [ nb 9 ]                  |
| 18   | Star Wars: The Last Jedi                                       | 2017 | $262 | $262                   | [ 13 ] [ nb 8 ]                 |
| 19   | King Kong                                                      | 2005 | $260 | $207                   | [ 47 ] [ 48 ] [ 49 ]            |
| 20   | Spider-Man 2                                                   | 2004 | $260 | $200                   | [ 55 ] [ 56 ]                   |
| 21   | The Chronicles of Narnia: Prince Caspian                       | 2008 | $256 | $225                   | [ 29 ]                          |
| 22   | X-Men: The Last Stand                                          | 2006 | $255 | $210                   | [ 41 ] [ 42 ]                   |
| 22   | Beauty and the Beast                                           | 2017 | $255 | $255                   | [ 19 ]                          |
| 24   | Wild Wild West                                                 | 1999 | $250 | $170                   | [ 123 ] [ 124 ]                 |
| 25   | Cleopatra                                                      | 1963 | $2.490 | $31.1                  | [ 125 ] [ nb 35 ]               |
| 26   | Superman Returns                                               | 2006 | $248 | $204                   | [ 50 ] [ 51 ] [ nb 26 ]         |
| 27   | The Dark Knight Rises                                          | 2012 | $246 | $230                   | [ 24 ] [ nb 13 ]                |
| 28   | The Lion King                                                  | 2019 | $Eroare la utilizarea {Inflation}: \|start_year=2019 (parametrul 3) este mai mare decât cel mai recent an disponibil (2017) în indexul "US". | $250                   | [ 22 ] [ nb 10 ]                |
| 29   | Transformers: The Last Knight                                  | 2017 | $239 | $239                   | [ 13 ] [ nb 11 ]                |
| 30   | Spectre                                                        | 2015 | $238 | $230                   | [ 2 ] [ nb 14 ]                 |
| 31   | The Lone Ranger                                                | 2013 | $237 | $225                   | [ 30 ] [ nb 18 ]                |
| 31   | Man of Steel                                                   | 2013 | $237 | $225                   | [ 32 ] [ 33 ] [ nb 19 ]         |
| 33   | The Avengers                                                   | 2012 | $235 | $220                   | [ 34 ] [ 35 ] [ 36 ] [ 37 ]     |
| 33   | Captain America: Civil War                                     | 2016 | $235 | $230                   | [ 12 ] [ nb 15 ]                |
| 35   | Maleficent                                                     | 2014 | $234 | $226                   | [ 28 ] [ nb 17 ]                |
| 36   | The Fate of the Furious                                        | 2017 | $230 | $230                   | [ 13 ] [ nb 16 ]                |
| 36   | Pirates of the Caribbean: Dead Men Tell No Tales               | 2017 | $230 | $230                   | [ 25 ] [ 26 ] [ 27 ]            |
| 36   | Men in Black 3                                                 | 2012 | $230 | $215                   | [ 39 ] [ nb 21 ]                |
| 39   | Transformers: Revenge of the Fallen                            | 2009 | $229 | $200                   | [ 61 ]                          |
| 39   | 2012                                                           | 2009 | $229 | $200                   | [ 62 ]                          |
| 39   | Terminator Salvation                                           | 2009 | $229 | $200                   | [ 59 ] [ 60 ]                   |
| 42   | The Hobbit: The Desolation of Smaug                            | 2013 | $228 | $217                   | [ 38 ]                          |
| 42   | Quantum of Solace                                              | 2008 | $228 | $200                   | [ 57 ] [ 58 ]                   |
| 44   | Troy                                                           | 2004 | $227 | $175                   | [ 133 ]                         |
| 45   | Oz the Great and Powerful                                      | 2013 | $226 | $215                   | [ 40 ] [ nb 22 ]                |
| 45   | The Chronicles of Narnia: The Lion, the Witch and the Wardrobe | 2005 | $226 | $180                   | [ 135 ] [ 136 ] [ 137 ]         |
| 47   | Toy Story 3                                                    | 2010 | $225 | $200                   | [ 63 ] [ 64 ]                   |
| 47   | Rogue One                                                      | 2016 | $2.242 | $219.5                 | [ 12 ] [ nb 20 ]                |
| 49   | Battleship                                                     | 2012 | $223 | $209                   | [ 46 ]                          |
| 49   | Terminator 3: Rise of the Machines                             | 2003 | $2.229 | $167                   | [ 138 ] [ nb 36 ]               |
| 51   | Green Lantern                                                  | 2011 | $218 | $200                   | [ 65 ] [ 66 ] [ 67 ]            |
| 51   | Cars 2                                                         | 2011 | $218 | $200                   | [ 68 ] [ 69 ] [ 70 ]            |
| 53   | Transformers: Age of Extinction                                | 2014 | $217 | $210                   | [ 43 ] [ 44 ] [ 45 ]            |
| 54   | Dawn of the Planet of the Apes                                 | 2014 | $216 | $209                   | [ 28 ] [ nb 23 ]                |
| 54   | The Hobbit: The Battle of the Five Armies                      | 2014 | $216 | $209                   | [ 28 ] [ nb 24 ]                |
| 56   | The Amazing Spider-Man                                         | 2012 | $214 | $200                   | [ 71 ] [ 72 ] [ nb 27 ]         |
| 56   | The Hobbit: An Unexpected Journey                              | 2012 | $214 | $200                   | [ 73 ] [ nb 28 ]                |
| 58   | The Golden Compass                                             | 2007 | $213 | $180                   | [ 147 ] [ 148 ]                 |
| 58   | Transformers: Dark of the Moon                                 | 2011 | $212 | $195                   | [ 149 ] [ 150 ] [ 151 ] [ 152 ] |
| 58   | X-Men: Days of Future Past                                     | 2014 | $212 | $205                   | [ 28 ] [ nb 25 ]                |
| 61   | Armageddon                                                     | 1998 | $211 | $140                   | [ 156 ] [ 157 ]                 |
| 61   | Indiana Jones and the Kingdom of the Crystal Skull             | 2008 | $211 | $185                   | [ 158 ] [ 159 ] [ 160 ]         |
| 61   | The Dark Knight                                                | 2008 | $211 | $185                   | [ 31 ] [ 161 ] [ 162 ]          |
| 61   | Iron Man 3                                                     | 2013 | $210 | $200                   | [ 74 ] [ 75 ] [ 76 ]            |
| 61   | Monsters University                                            | 2013 | $210 | $200                   | [ 38 ]                          |
| n/a  | Van Helsing                                                    | 2004 | $208 | $160                   | [ 163 ] [ 164 ] [ 165 ]         |
| n/a  | The Polar Express                                              | 2004 | $208 | $160                   | [ 166 ] [ 167 ]                 |
| n/a  | The Amazing Spider-Man 2                                       | 2014 | $207 | $200                   | [ 77 ] [ 78 ] [ nb 29 ]         |
| n/a  | Exodus: Gods and Kings                                         | 2014 | $207 | $200                   | [ 28 ]                          |
| n/a  | Evan Almighty                                                  | 2007 | $207 | $175                   | [ 169 ] [ 170 ] [ 171 ]         |
| n/a  | WALL-E                                                         | 2008 | $205 | $180                   | [ 172 ] [ 173 ]                 |
| n/a  | Superman                                                       | 1978 | $2.048–2.086 | $55                    | [ 174 ] [ 175 ]                 |

* Officially acknowledged figure.

## Vezi și
- Lista celor mai costisitoare filme de animație